# 田雨 (1975年)
田雨（1975年12月21日—），中国北京人，中華人民共和國男演员，中国国家话剧院二级演员。毕业于中央戏剧学院。代表作话剧《暗恋桃花源》，电影《钢的琴》、《夏洛特烦恼》、《羞羞的铁拳》、《飞驰人生》，电视剧《大丈夫》、《小丈夫》、《戀愛先生》、《流金岁月 (中国大陆电视剧)》、《慶餘年》、《赘婿》等。。2023年2月8日，進組由丁晟執導的懸疑喜劇电影《没有一顿火锅解决不了的事》。

## 獎項
| 年份 | 頒獎典禮                 | 獎項       | 作品   |
| ---- | ------------------------ | ---------- | ------ |
| 2020 | 第26屆上海電視節白玉蘭獎 | 最佳男配角 | 慶餘年 |